# نافورة سيريس
نافورة سيريس، (بالإنجليزية: Ceresbrunnen (Opole))‏، هي نافورة أنشأها النحات الألماني إدموند جومانسكي عام 1907 في أوبلن، (التي كانت وقتها تابعة لبروسيا، وحاليا تتبع بولندا). 

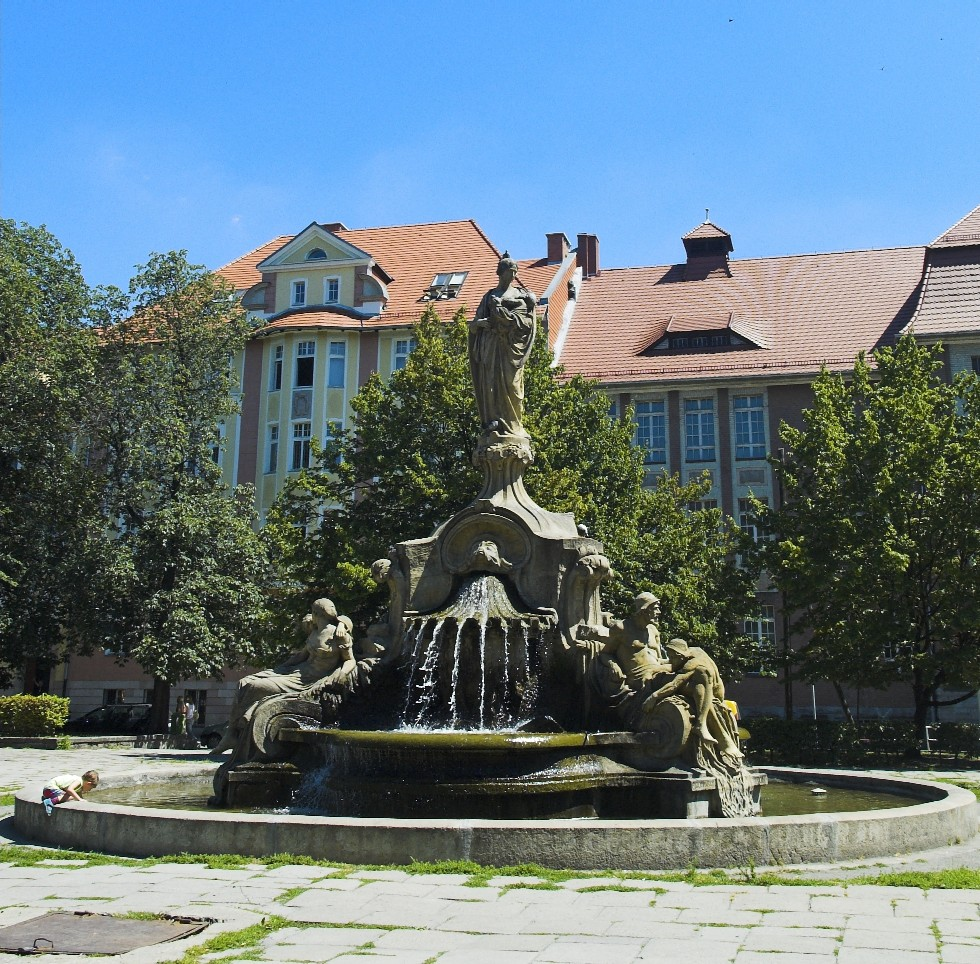
تعليق

أقيمت النافورة في الذكرى المئوية للإصلاح الزراعي لبروسيا. صممها ونفذها بين عامي 1904 و 1907 النحات الألماني المتخرج من أكاديمية الفنون في برلين إدموند جومانسكي.
وتتوسط النافورة تمثال لسيريس إلهة الزراعة عند الرومان. وحولها توجد تماثيل لكل من بروسيربينا ابنة سيريس ونبتون مع جلاوكوس وشبكة صيد، وهرقل بمعول وكلها رموز للزراعة والصيد والتعدين.